# 스파이글래스 미디어 그룹
스파이글래스 미디어 그룹(Spyglass Media Group)은 월트 디즈니 컴패니와 파트너쉽을 맺고있는 카라반 픽처스의 전신으로 조 로스가 1994년에 월트 디즈니 스튜디오의 최고 경영자로 승진함에 따라서 로저 빈범이 카라반 픽처스 4년간을 운영하고 있었는데 1998년, 5년간의 재계약을 체결한후 게리 바버를 스카우트해서 로저 빈범과 함께 다시 만든 미국의 영화 제작사이다.
2002년, 다시 월트 디즈니 컴패니/드림웍스 픽처스와의 파트너쉽을 다시 체결하면서 유니버설 픽처스, 파라마운트 픽쳐스, 20세기 폭스, 콜럼비아 픽처스와의 영화 제작에도 함께 참여하게 된다. 하지만 2010년, 메트로 골드윈 메이어의 지분을 모두 인수해 설립자 2명이 MGM의 CEO가 되자 인수 회사에 역량을 집중하기 위해 2012년 해체수순을 밟게된다. 결국 2012년 해체되었으나, 2018년 MGM의 CEO인 게리 바버가 퇴출당하고, 2019년에는 바버가 랜턴 엔터테인먼트와 협력하면서 스파이글래스 미디어 그룹을 설립하였다.

## 주요 작품 목록

### 1990년대
- 인스팅트 (1999) (co-production with 터치스톤 픽처스)
- 식스 센스 (1999) (co-production with 할리우드 픽처스, and 더 케네디/마셜 컴패니)
- 인사이더 (1999) (co-production with 터치스톤 픽처스)

### 2000년대
- 미션 투 마스 (2000) (co-production with 터치스톤 픽처스)
- 키핑 더 페이스 (2000) (co-production with 터치스톤 픽처스, Koch Co., Blumberg/Norton Porudctions and Triple Threat Talent)
- 상하이 눈 (2000) (co-production with 터치스톤 픽처스)
- 아웃 콜드 (2001) (co-production with 터치스톤 픽처스)
- 몬테 크리스토 백작 (2002) (co-production with 터치스톤 픽처스)
- 드레곤 플라이 (2002) (co-production with 유니버설 픽처스) (through 브에나 비스타 인터내셔널)
- 어벤던 (2002) (co-production with 파라마운트 픽쳐스 and 터치스톤 픽처스) (through 브에나 비스타 인터내셔널)
- 레인 오브 파이어 (2002) (co-production with 터치스톤 픽처스)
- 리크루트 (2003) (co-production with 터치스톤 픽처스 and Epsilon Motion Pictures)
- 상하이 나이츠 (2003) (co-production with 터치스톤 픽처스)
- 브루스 올마이티 (2003) (co-production with 유니버설 픽처스, Shady Acres Entertainment and Pit Bull Productions) (through 브에나 비스타 인터내셔널)
- 씨비스킷 (2003) (co-production with 유니버설 픽처스 and 드림웍스 픽처스) (through 브에나 비스타 인터내셔널)
- 퍼펙트 스코어 (2004) (co-production with 파라마운트 픽쳐스, MTV 필름스 and Tollin/Robbins Productions)
- 코니와 칼라 (2004) (co-production with 유니버설 픽처스)
- 미스터 3000 (2004) (co-production with 터치스톤 픽처스 and 더 케네디/마셜 컴패니)
- 패시 파이어 (2005) (co-production with 월트 디즈니 픽처스)
- 은하수를 여행하는 히치하이커를 위한 안내서 (2005) (co-production with 터치스톤 픽처스 and Hammer and Tongs)
- 레전드 오브 조로 (2005) (co-production with 콜럼비아 픽처스 and 앰블린 엔터테인먼트)
- 게이샤의 추억 (2005) (co-production with 콜럼비아 픽처스, 드림웍스 픽처스, 앰블린 엔터테인먼트 and Red Wagon Productions) (through 브에나 비스타 인터내셔널)
- 에이트 빌로우 (2006) (co-production with 월트 디즈니 픽처스, 더 케네디/마셜 컴패니, and Mandeville Films)
- 스테이 얼라이브 (2006) (co-production with 할리우드 픽처스, Endgame Entertainment and Wonderland Sound and Vision)
- 스틱 잇 (2006) (co-production with 터치스톤 픽처스)
- 룩아웃 (2007) (co-production with 미라맥스)
- 인버저블 (2007) (co-production with 할리우드 픽처스)
- 에반 올마이티 (2007) (co-production with 유니버설 픽처스, 렐러티비티 미디어, Shady Acres Entertainment and 오리지널 필름)
- 언더독 (2007) (co-production with 월트 디즈니 픽처스 and Classic Media)
- 분노의 핑퐁 (2007) (co-production with 로그 픽처스 and Intrepid Pictures)
- 27번의 결혼 리허설 (2008) (co-production with 20세기 폭스)
- 웰컴 홈 로스코 젠킨스 (2008) (co-production with 유니버설 픽처스)
- 루인스 (2008) (co-production with 드림웍스 픽처스 and Red Hour Productions)
- 해프닝 (2008) (co-production with 20세기 폭스, Blinding Edge Pictures, UTV Motion Pictures, and 듄 엔터테인먼트)
- 러브 그루 (2008) (co-production with 파라마운트 픽쳐스)
- 원티드 (2008) (co-production with 유니버설 픽처스)
- 고스트 타운 (2008) (co-production with 드림웍스 픽처스)
- 플래쉬 오브 지니어스 (2008) (co-production with 유니버설 픽처스 and Strike Entertainment)
- 4번의 크리스마스 (2008) (co-production with 뉴 라인 시네마)
- 스타 트렉: 더 비기닝 (2009) (co-production with 파라마운트 픽쳐스 and 배드 로봇 프로덕션)
- 지.아이.조: 전쟁의 서막 (2009) (co-production with 파라마운트 픽쳐스, 하스브로 and Di Bonaventura Pictures)
- 우리가 꿈꾸는 기적: 인빅터스 (2009) (co-production with 워너 브라더스, Malpaso Productions, and Revelations Entertainment)

### 2010년대
- 프로포즈 데이 (2010) (co-production with 유니버설 픽처스 and Benderspink)
- 컴 백 록스타 (2010) (co-production with 유니버설 픽처스, 렐러티비티 미디어 and Apatow Productions)
- 디너 게임 (2010) (co-production with 파라마운트 픽쳐스, 드림웍스 픽처스, Parkes + MacDonald, Everyman Pictures, and Reliance Entertainment)
- 투어리스트 (2010) (co-production with 콜럼비아 픽처스 and GK 필름스)
- 딜레마 (2011) (co-production with 유니버설 픽처스, 이매진 엔터테인먼트 and Wild West Picture Show)
- 친구와 연인사이 (2011) (co-production with 파라마운트 픽쳐스, The Montecito Picture Company and Cold Spring Pictures)
- 풋루스 (2011) (co-production with 파라마운트 픽쳐스 and MTV 필름스)
- 서약 (2012) (co-production with 스크린 젬스)